# Обергайд (Рейнланд-Пфальц)
Обергайд (нім. Oberhaid) — громада в Німеччині, розташована в землі Рейнланд-Пфальц. Входить до складу району Вестервальд. Складова частина об'єднання громад Рансбах-Баумбах.
Площа — 1,92 км2. Населення становить 380 ос. (станом на 31 грудня 2020).